# غضنفر (اسم)
غضنفر هو اسم علم مذكر من أصل عربي، ومعناه هو الأسد العظيم الجثة (بو فهد).

## الأصل اللغوي
يأتي (غَضَنْفَر) على الوزن الخُماسي (فَعَلَّل)، وهو وزن خماسي مجرد، وعليه لا يصلح إلا للأسماء.

## شخصيات تحمل الاسم
- غضنفر ركن آبادي (دبلوماسي إيراني، 21 مارس 1966 – 24 سبتمبر 2015)

## وصلات خارجية
- موسوعة السلطان قابوس لأسماء العرب نسخة محفوظة 5 أبريل 2019 على موقع واي باك مشين.